# Oribatula schauenbergi
Oribatula schauenbergi är en kvalsterart som först beskrevs av Sandór Mahunka 1978.  Oribatula schauenbergi ingår i släktet Oribatula och familjen Oribatulidae. Inga underarter finns listade i Catalogue of Life.